# Couepia recurva
Couepia recurva är en tvåhjärtbladig växtart som beskrevs av Ghillean `Iain' Tolmie Prance och Richard Spruce. Couepia recurva ingår i släktet Couepia och familjen Chrysobalanaceae. IUCN kategoriserar arten globalt som sårbar. Inga underarter finns listade i Catalogue of Life.